# Buffalo Electric Carriage Company
Buffalo Electric Carriage Company war ein US-amerikanischer Hersteller von Automobilen.

## Unternehmensgeschichte
Das Unternehmen wurde 1901 in Buffalo im US-Bundesstaat New York gegründet. Die Produktion von Automobilen begann, die als Buffalo vermarktet wurden. 1906 endete die Produktion, als die Babcock Electric Carriage Company das Unternehmen übernahm.
Es bestanden keine Verbindungen zu Buffalo Automobile & Auto-Bi Company, Buffalo Gasoline Motor Company und Buffalo Electric Vehicle Company, die den gleichen Markennamen verwendeten.

## Fahrzeuge
Im Angebot standen Elektroautos. Die Leistung der Elektromotoren ist nicht überliefert. Die Batterien konnten nach Angaben des Unternehmens innerhalb von 45 Minuten vollständig aufgeladen werden.
1901 war ein Stanhope die einzige Karosserieform.
1902 kam ein Golf Brake dazu.
1903 bestand das Angebot aus einem Victoria-Stanhope und einem Tourenwagen.
1904 gab es erneut einen Stanhope und den Golf Brake.
Für die Zeit von 1905 bis 1906 sind drei Ausführungen überliefert. Das Model 1 war als zwei- und viersitziger Stanhope erhältlich, das Model 3 als Golf Brake und das Model 4 als viersitziger Stanhope.

## Modellübersicht
| Jahr      | Modell  | Aufbau                         |
| --------- | ------- | ------------------------------ |
| 1901      |         | Stanhope                       |
| 1902      |         | Stanhope, Golf Brake           |
| 1903      |         | Victoria Stanhope, Tourenwagen |
| 1904      |         | Stanhope, Golf Brake           |
| 1905–1906 | Model 1 | Stanhope 2- und 4-sitzig       |
| 1905–1906 | Model 3 | Golf Brake                     |
| 1905–1906 | Model 4 | Stanhope 4-sitzig              |